# Tova Magnusson-Norling

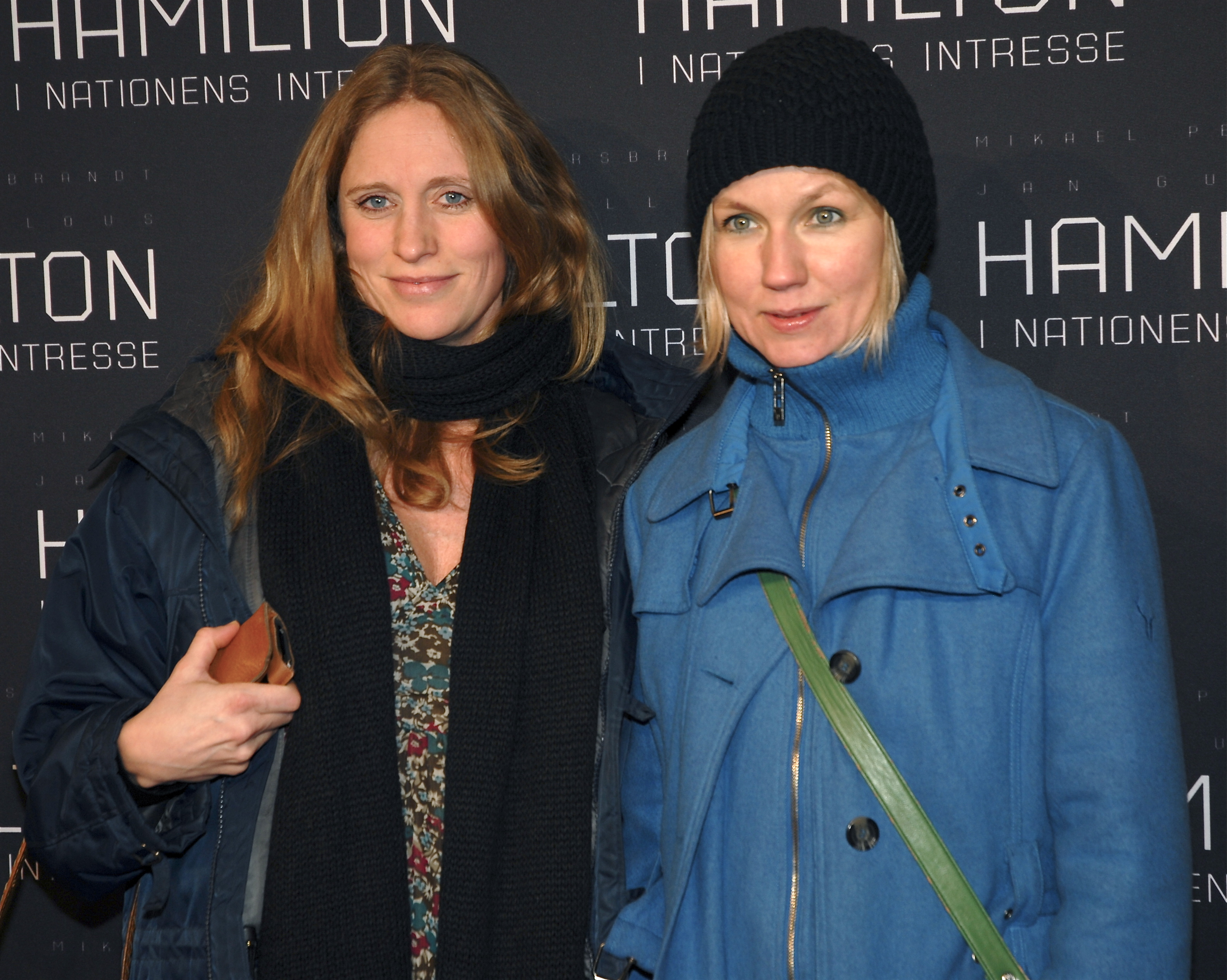
Lisa Rosengren (links) und Tova Magnusson 2012 in Stockholm

Tova Magnusson-Norling (* 18. Juni 1968 in Huddinge, Stockholms län, Schweden als Towa Dorothea Magnusson) ist eine schwedische Schauspielerin, Komikerin und Filmregisseurin.

## Leben
Tova Magnusson-Norling wuchs als Kind auf dem Land in Sorunda, unweit von Nynäshamn einer alleinerziehenden Mutter auf. Während ihre Mutter wieder heiratete, versuchte ihr biologischer Vater in Hollywood als Schauspieler Fuß zu fassen. Obwohl sie auch immer wieder im Schultheater war, interessierte sie sich kaum für die Schauspielerei. Erst als sie als Regieassistentin der kleinen Theatergruppe Småfolket aus Nynäshamn arbeitete, brach sich kurz vor der Premiere eines Stückes eine der Darstellerinnen das Bein, sodass sie für sie kurzerhand einspringen musste. Durch Zufall saß der schwedische Regisseur Rumle Hammerich im Publikum, der sie anschließend für seinen Thriller Tödliches Verlangen engagierte. Beim Dreh lernte sie nicht nur ihren zukünftigen Ehemann Figge Norling kennen, sondern wurde für ihr Debüt gleich mit einer Guldbaggen-Nominierung als Beste Hauptdarstellerin bedacht.
Anschließend heiratete sie 1992 Norling und nahm dessen Nachnamen an. Bereits 1993 bekamen sie ihr erstes von zwei gemeinsamen Kindern. Als sie allerdings noch in den Hochzeitsvorbereitungen steckte, bewarb sie sich an einer Schauspielschule und stand kurz vor der Aufnahme. Sie entschied sich letztendlich gegen den Besuch und konzentrierte sich vielmehr auf ihre Karriere. So arbeitete sie nicht nur parallel am Theater, in Film und Fernsehen, sondern gründete 1997 zusammen mit Simon Norrthon, Mal Cederbladh und ihrem damaligen Mann Figge Norling das Künstlerkollektiv Gruppen.
Etwa zeitgleich mit ihrer Scheidung von Norling, wechselte Magnusson-Norling ins Regiefach. So inszenierte sie nach ihrem Regiedebüt 2004 mit dem Drama Fröken Sverige, 2007 die Minifernsehserie Gynekologen i Askim und 2010 das Comedy-Drama Fyra år till.

## Filmografie
- 1992: Tödliches Verlangen (Svart Lucia)
- 1993: Alarm in Sköldgatan (Brandbilen som försvann)
- 1993: Der Mann auf dem Balkon (Mannen på balkongen)
- 1993: Die Tote im Göta-Kanal (Roseanna)
- 1999: Die Totenglocke (Dödsklockan)
- 2001: Gaggabebisen
- 2004: Fröken Sverige
- 2006: Den som viskar
- 2007: Gynekologen i Askim
- 2009: Das Mädchen (Flickan)
- 2010: En busslast kärlek
- 2010: Fyra år till
- 2013: Die Brücke – Transit in den Tod (Bron, Fernsehserie, sechs Folgen)
- 2018: Greyzone – No Way Out (Fernsehserie, zehn Folgen)
- 2022: Out of Touch (Fernsehserie, sechs Folgen)
- 2024: STHLM Blackout (Fernsehserie)

## Auszeichnungen
Guldbagge
- 1993: Beste Hauptdarstellerin – Tödliches Verlangen (nominiert)
- 2010: Beste Nebendarstellerin – Das Mädchen (nominiert)